# Ходурский, Антоний Марцельевич
Антоний Марцельевич Ходурский (1903, Батуми — 1972, Москва) — советский актёр театра и кино.

## Биография
Родился 3 октября 1903 года в Батуми. Его отец — Марцелий Каликстович, поляк по национальности, работал слесарем и машинистом на пароходе в Каспийском и Черноморском торговом флоте. Мать — Александра Тимофеевна, была домашней хозяйкой.
Через 3 месяца после рождения Антония Ходурские переехали в Баку. После смерти отца, в 1910 году, Антоний с матерью переехали в Одессу. Там Антоний стал учиться в католической школе.
Через несколько месяцев из-за тяжёлого финансового положения учёбу пришлось оставить и поступить на работу в оптику «Мильк». В 1912 году Антоний перешёл работать в писчебумажный магазин «Рубенчик», а в 1913 году — в типографию. В 1915 году Ходурский поступил курьером в Бессарабско-Таврический земельный банк, где проработал 2,5 года. Одновременно, желая окончить образование, учился на вечерних общеобразовательных курсах «Месс» и за 3 года прошёл 6 классов гимназии.
С 1917 по 1920 годы Ходурский работал в страховом обществе, с 1920 по 1921 годы — служил в транспортном отделении Одесского военно-морского порта. Одновременно занимался в театральной студии, откуда его в 1921 году взяли актёром в «Театр революционных исканий» («Теревиск») (где проработал до 1925 года). Его самым ярким воспоминанием за четыре сезона в Одесском театре был эксцентрический дуэт с Леонидом Утёсовым. До 1933 года Ходурский играл в театрах Одессы, Воронежа, Пензы, Саратова.
Работая в Саратове, в 1933 году Антоний Марцельевич женился на актрисе Наталье Гицерот, в этом же году у них родилась дочь. Вскоре после этого супруги переехали в Москву. Ходурский был зачислен в труппу Центрального Театра Советской Армии, а Наталья стала студенткой консерватории. Но их брак распался в 1934 году.
Владимир Зельдин в своей книге «Моя профессия: Дон Кихот» пишет о Ходурском как о «человеке холостом и одиноком, который часто наведывался на танцы и в ресторан Дома офицеров», по соседству с которым он жил в Москве (ныне Культурный центр Российской армии на Суворовской площади).
В кино Ходурский снимался с 1940 года, где, как и в театре, чаще всего исполнял хара́ктерные роли.
Умер 23 февраля 1972 года в Москве. Похоронен в колумбарии Новодевичьего кладбища (135 секция, в районе 7-го участка, левая сторона 16-го ряда).

## Творчество

### Театральные работы
- «На дне» М. Горького — Лука
- «Человек с портфелем» А. М. Файко — Редуткин
- «Любовь Яровая» К. А. Тренёва — Елисатов
- «Ледолом» В. М. Чуркина — Хрящ

#### Центральный театр Советской Армии (1933—1972)
1. 1933 — «Чужой ребёнок» В. В. Шкваркина — Яша
2. 1934 — «Гибель эскадры» А. Е. Корнейчука — Фрельт
3. 1936 — «Господа офицеры» по А. И. Куприну — Бабятинский
4. 1937 — «Укрощение строптивой» У. Шекспира — Гремио
5. 1942 — «На всякого мудреца довольно простоты» А. Н. Островского — Городулин, позже — Крутицкий
6. 1942 — «Давным-давно» А. К. Гладкова — Граф Нурин
7. 1945 — «Копилка» Э. М. Лабишаи А. Делакруа — Шамбурси
8. 1946 — «Учитель танцев» Лопе де Вега — Альбериго
9. 1949 — «Голос Америки» Б. А. Лавренёва — Перси Бутлер, жених Мэриэль
10. 1951 — «Под чужим небом» Д. И. Гулиа — О’Брайен
11. 1951 — «Ревизор» Н. В. Гоголя — Почтмейстер
12. 1952 — «Мастерица варить кашу» Н. Г. Чернышевского. Постановка В. С. Канцеля — Андрей Дементьевич Городищев, управляющий Карелиной
13. 1952 — «Стрекоза» по пьесе М. Бараташвили «Маринэ». Постановка Д. В. Тункеля — Никифорэ
14. 1954 — «Профессия миссис Уоррен» Б. Шоу — Крофтс
15. 1959 — «Женитьба» Н. В. Гоголя — Жевакин
16. 1965 — «Вишнёвый сад» А. П. Чехова — Гаев и Фирс
17. 1970 — «Хождение по мукам» по А. Н. Толстому — Булавин

### Фильмография
1. 1940 — Будни — Добров, инженер
2. 1944 — Свадьба — Осип Лукич Бабельмандебский, гость на свадьбе
3. 1953 — Вихри враждебные — Коломатьяно
4. 1955 — Овод — Грассини
5. 1956 — Искатели — Юрий Ильич Тонков, профессор
6. 1957 — Екатерина Воронина — начальник госпиталя (в титрах — А. Хадурский)
7. 1957 — Огненные вёрсты — Константин Романович Орлинский, артист Императорских театров
8. 1958 — Шофёр поневоле — Иван Петрович Пастухов, начальник Главупрснабсбыта
9. 1961 — Укрощение строптивой — Гремио
10. 1961 — Человек ниоткуда — Николай Петрович, актёр театра трагикомедии
11. 1962 — Гусарская баллада — граф Нурин, предводитель дворянства